# Лысовичи (Львовская область)
Лысовичи (укр. Лисовичі) — село в Моршинской городской общине Стрыйского района Львовской области Украины.
Население по переписи 2024 года составляло 1116 человек. Занимает площадь 18,5 км². Почтовый индекс — 82486. Телефонный код — 3245.